# Podhradí nad Dyjí
Obec Podhradí nad Dyjí (do roku 1949 německy Freistein, česky Frejštejn) leží v okrese Znojmo v Jihomoravském kraji. Žije zde 45 obyvatel.
Obec se rozprostírá západně od Vranova nad Dyjí na moravsko-dolnorakouské hranici a na pravém břehu malebného údolí řeky Dyje při ústí Křeslického potoka, který vsí protéká. Na levém břehu obec ohraničují skaliska přírodní rezervace Podhradské skály. Na jihu se nad vsí vypíná zřícenina hradu Frejštejna. Frejštejn se stal od konce 19. století vyhledávaným letoviskem a výchozím bodem pro turistické výlety po moravském a dolnorakouském Podyjí. Městečko obývalo až do roku 1945 převážně německé obyvatelstvo, které bylo poté odsunuto.
Sousedními obcemi sídla jsou Uherčice, Korolupy, Starý Petřín, Stálky a Oslnovice.

## Název
Až do 20. století se vesnice jmenovala Freistein, počeštěně Frejštejn. Jméno vsi bylo přeneseno od jména hradu stojícího nad ní, které znamenalo "Volný kámen". Motivací byla poloha hradu na osamocené nebo snadno přístupné skále. Po druhé světové válce byla vesnice přejmenována na Podhradí nad Dyjí podle polohy.

## Historie

### Nejstarší historie

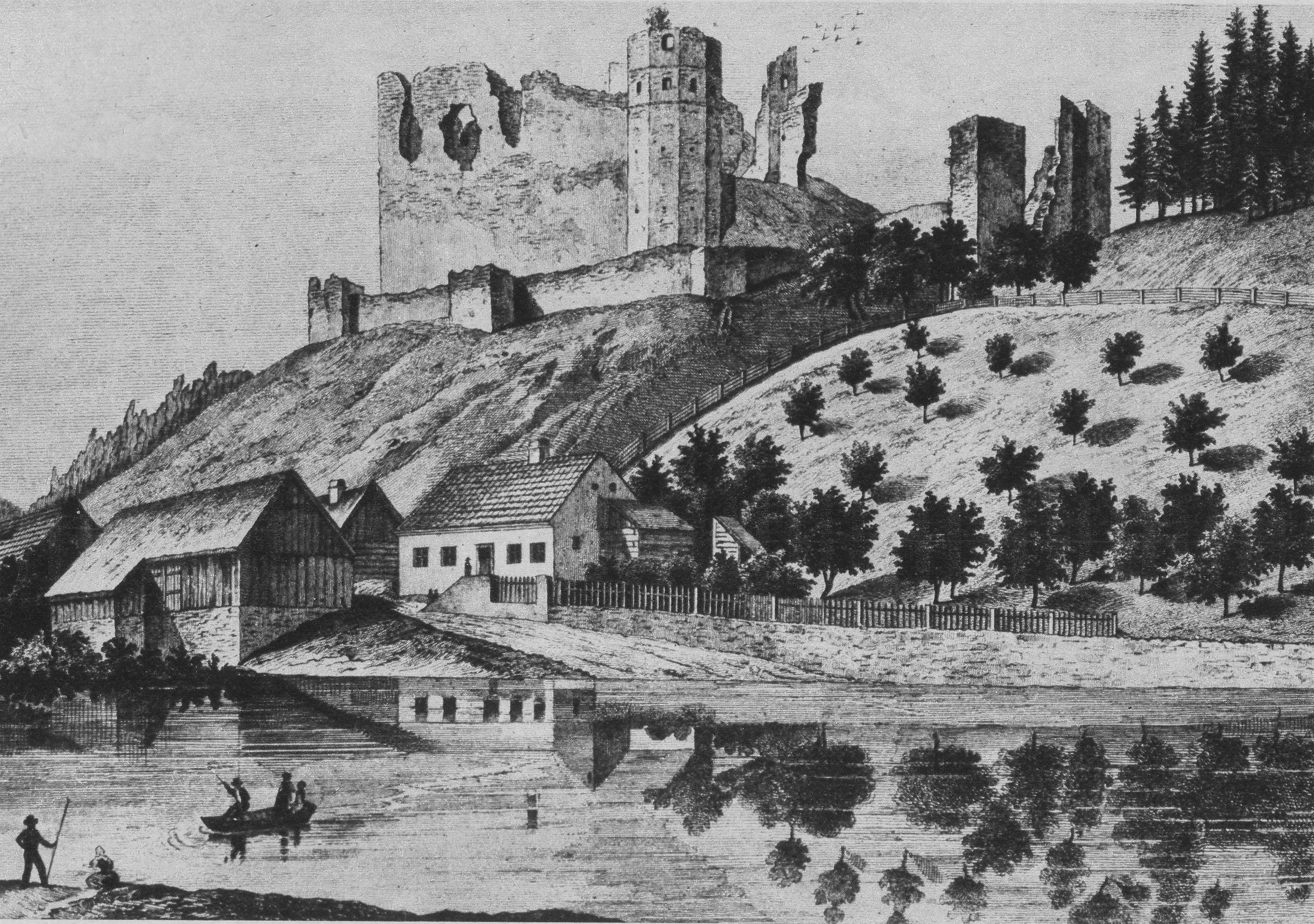
Hrad Frejštejn s dolním mlýnem, rytina z 30. let 19. století od Adolpha Kunikeho

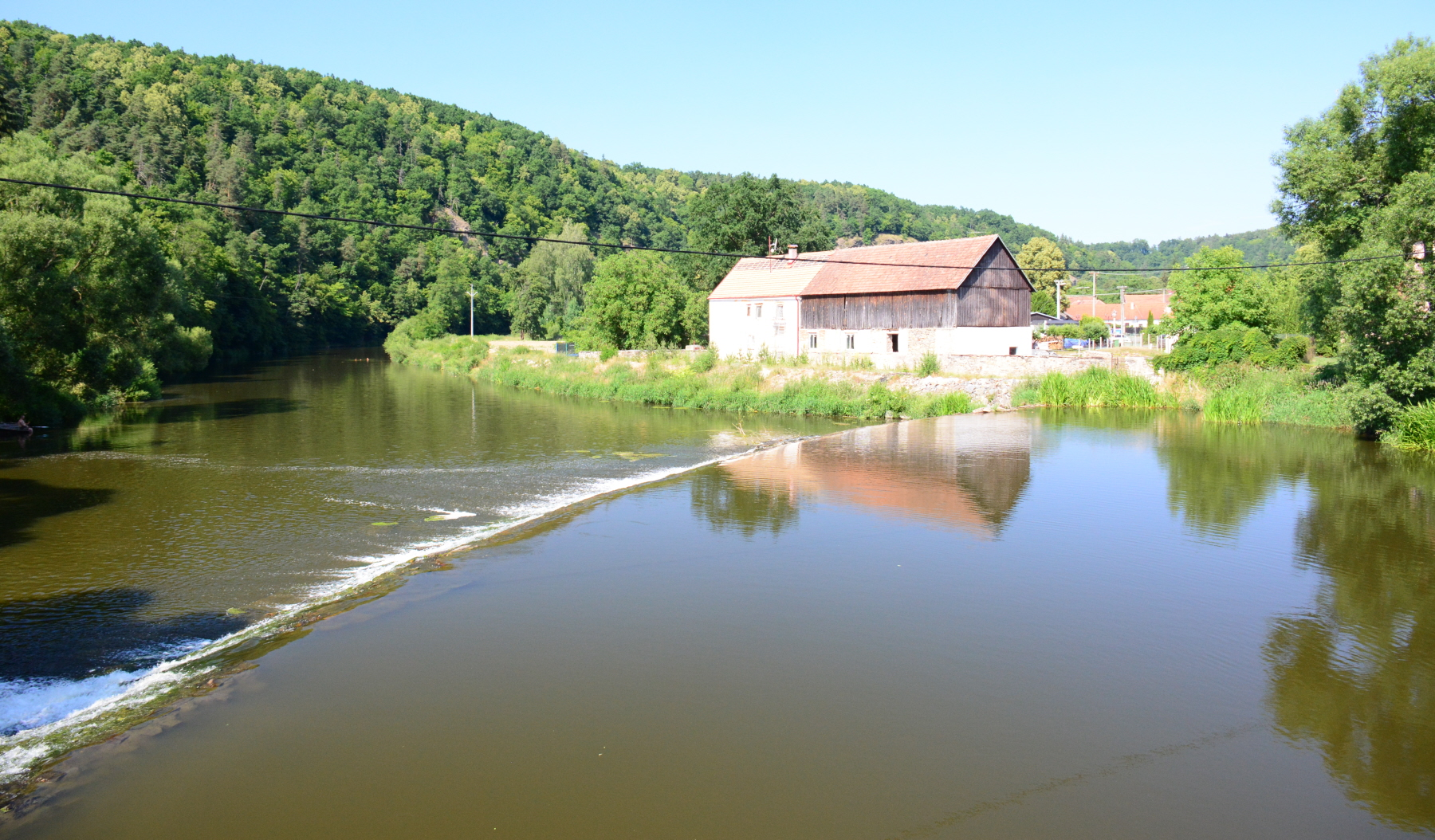
Podhradí nad Dyjí / Frejštejn, Horní mlýn r. 2015

Wernhard de Trnowa, ministeriál hrabat z Perneku, získal za své služby moravskému markraběti Vladislavu Jindřichovi právo kolonizovat moravské příhraničí. Severně od rodového sídla hradu Trnava / Thürnau (nad dolnorakouskou obcí Dolní Trnávka / Unter-Thürnau) založili jeho potomci hrad Frejštejn, na kterém se v roce 1251 připomínají příbuzní pánů z Trnavy, Oldřich (Ulrich) zvaný Liber (Svobodný, německy Frei) a jeho syn Gaytmar. První písemná zmínka o obci pochází z roku 1286. V roce 1422 získal hrad od krále Zikmunda do dědičné državy českobudějovický hejtman Lipolt I. Krajíř z Krajku. Po smrti Leopolda z Krajku, pána na Landštejně, Bystřici a Frejštejně, se v roce 1433 v pramenech objevuje jeho bratr Jan z Krajku s predikátem z Frejštejna a z Vratěnína, v roce 1444 zachycen v hodnosti nejvyššího stolníka korutanského a hejtmana v Drosendorfu. V roce 1487 je hrad uváděn jako zbořený.
Jan se ujal statků v rakouských zemích, Wolfgang, syn Janova bratra Konráda, statků na Moravě a v roce 1459 přikoupil bílkovské panství. Po dobytí Cornštejna v roce 1465 získal Wolfgang Krajíř za své zásluhy při dobývání hrad lénem a roku 1493 propustil král Vladislav jeho synovi Lipoltovi z Krajku hrad Cornštejn z manství. Hrad Cornštejn se stal z důvodu neobyvatelného Frejštejna centrem frejštejnského panství. K Cornštejnu, který podle závěti obdrželi synové Leopold a Jindřich, náležely lokality: zbořený hrad Franštýn (Frejnštejn), městečko Vratěnín, Mladoňovice (Mladoňovice), Štálek (Stálky) s farou, pustá ves Krajzink (zaniklá ves Křeslík), Franštýn (Podhradí nad Dyjí), Chrlopy (Korolupy) se dvorem, Uherčice, Mešovice, Rancieřov (Rancířov), Teufmpoch (Hluboká), Šatice (Schaditz), Kostníky.
Tvrz v Kostníkách a dvůr v Lubnici jsou uváděny jako pradávné manství („od stara dávna“) náležející hradu Frejštejnu. V roce 1493 patřilo pět a půl lánu v Kostníkách k hradu Cornštejnu. V roce 1498 přikoupil Kostníky s tvrzí majitel Police Hynek z Bačkovic a v roce 1500 i lány patřící k Cornštejnu. Kostníky se tak staly na dlouhou dobu součástí polického panství. V roce 1493 propustil Půta z Lichtenburka Zikmundovi Krokvicarovi z Nové Vsi a na Lubnici z manství: „tři lány i s lesem Rudicem, všiem příslušenstvím, co k tomu zboží přísluší a dva dvořáky v Mešoviciech“ a v roce 1501 odprodal Zich Krokvicar na Nové Vsi lubnickou tvrz s příslušným zbožím Lipoltovi z Krajku a na Cornštejně.
Za Krajířů z Krajku (15. století) se ve vsi nacházely dva mlýny. S novým krajířovským centrem v Uherčicích sdílela ves osudy uherčického panství. V roce 1561 daroval Václav Krajíř z Krajku Frejštejnu právo odúmrti. V roce 1563 je Frejštejn nazýván městečkem. Za Štrejnů ze Švarcenavy (r. 1628) patřily k dominiu městečka mimo výše zmíněných mlýnů s pilami, přilehlé pusté vísky (Krezynk / Křeslík, Stojačice a Šatice), lovné vody, lesy a lesní revír pro divokou (Wildbahn). Na dolním mlýně se nacházelo bydlení panského myslivce (Hofjäger). Městečko disponovalo řeznickým regálem (Fleischregal) a právem nižšího soudu (Gericht). Posledním majitelem panství se stali Collaltové.

### Frejštejn za Rakouska-Uherska
Do roku 1849 spadal Frejštejn a Stálky pod vrchnostenskou správu panství Uherčice. Poddaní platili úrok pololetně, o sv. Jiří a o sv. Michaelovi, z Frejštejna platili dílem za robotu 90 zlatých, rozhazovali hnůj na polích a o žních na nich museli několik dní odpracovat. Domkáři vykonávali poselskou službu. V roce 1848 bylo v monarchii zrušeno poddanství, následovaly změny správního systému a v roce 1849 vznikly obce jako orgány územní samosprávy. 
V letech 1850–1855 patřilo městečko Frejštejn společně s Libuňským mlýnem (Loibingmühle) a osadou „Bachörtel“ (u potoka) k Podkrajskému úřadu ve Znojmě, v letech 1855–1868 pod Okresní úřad ve Vranově nad Dyjí, v letech 1868–1918 pod Okresní hejtmanství ve Znojmě a soudní okres Vranovský. Soudní okres Vranovský hraničil na západě s okresem Jemnickým, na severu s Moravsko-Budějovickým, na východě se Znojemským a na jihu s Dolními Rakousy (okres Geras a okres Retz).
Obecní zastupitelstvo (ustavené 28. července 1909) tvořil: starosta Müller Robert, radní Walter Josef, Eder Karl, Hüttel Laurentius, obecní výbor: Andree Karl, Jagenteufel Franz, Matzinger Cyrill, Österreicher Wilhelm, Setzer Vinzenz, Steinbrecher Franz a Walter Alois.

#### Polní tratě / Flurnamen
Krautgärten, Petreinische, Sonnleite, Penkerleiten, Bauwald, Baufeld, Spitzwiese, Fuchsnazlzipf, Böhmische Wiese, Böhmischer Graben, Hofstätte, Stockacker, Steinige Leiten, Lichtgraben, Rabenfelsen, Stierwiese, Steinerner Tisch, Tonleiten, Tannenwald, Lehmg’stetten, Kohlstatt, Heruntere Hochwiese, Weihgraben, Neuweg, Schallergraben, Obere Hochwiese, Ohnwiesleiten, Ohnwiese, Saugraben, Saugrubenleiten, Fichtleben, Fichteln, Hartgraben, Loibingwald, Augraben, Bruckleiten, Stalleker Graben, In der Thaya oben, Banngartleiten, Banngarten, Röhren, Große Äcker, Bergackerln, Gemeindeackerln, Große Luß, Hasenleiten, Frainerische, Gemeindewald, Bachleiten, Hasenleiten, Gemeindeweide.

#### Části obce
Enta-Örtl (Enta = Ende, Grenze, česky konec, hranice. Örtl = Ort, česky územní část obce), Bach-Örtl (Bach = potok), Oberörtl (Horní část obce), Unterörtl (Dolní část obce), Markt (česky náměstí, centrum, trh). V roce 1900 čítala osada „Bachörtel“ 114 obyvatel.

#### Pečeť a znak

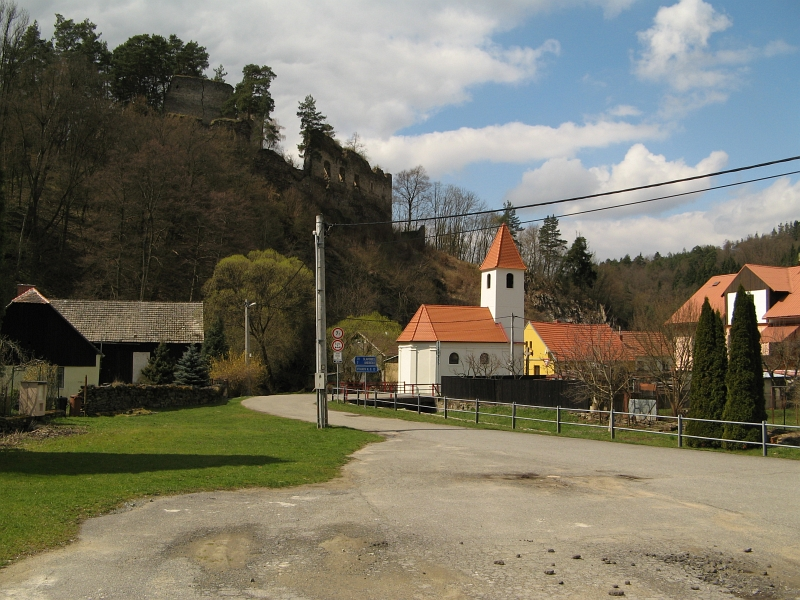
Kaple sv. Jana a Pavla

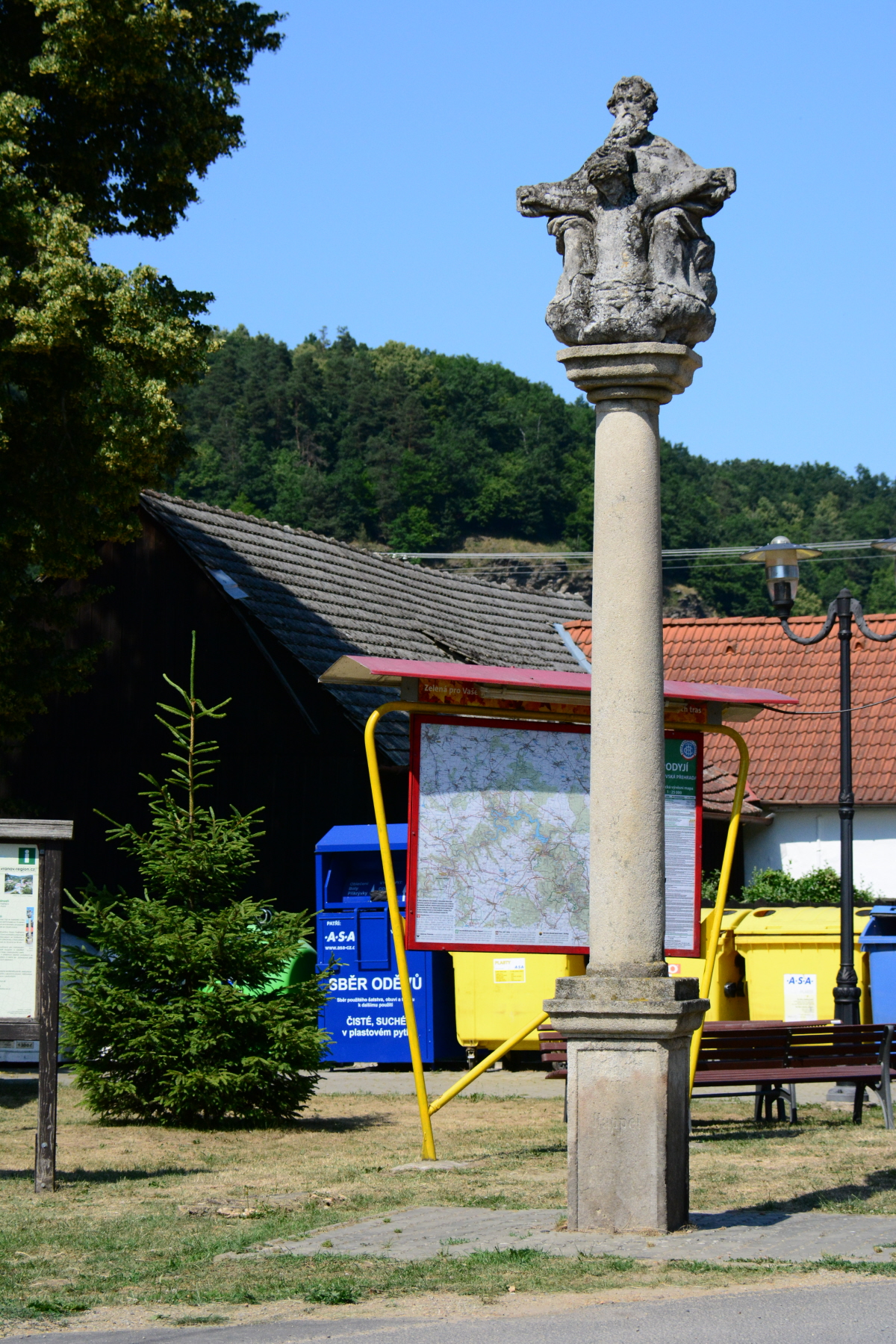
Sousoší Nejsvětější Trojice, na sloupu sousoší sv. Trojice typu Trůn Boží Milosti

Frejštejn (Fraynsstayn, 1633 Freystein) byl na městečko povýšen někdy před rokem 1563. Pečeť z období povýšení na městečko se ztratila a na žádost majitele panství Volfa Štrejna ze Švarcenavy / Wolf Strein von Schwarzenau obnovil a potvrdil povýšení s právem pečetit zeleným voskem císař Maximilian II. listinou z 8. června 1571. Pečeť zobrazovala uprostřed hrad Frejštejn. Zachovalý otisk pečetě z roku 1732 zobrazuje jehlanovitou zříceninu hradu s okolním nápisem „MARCKHTL FREIESTEIN 1732“. Od 19. století používalo městečko pečeť s vyobrazením pěticípé hvězdy ohraničené vavřínovým věncem a nápisem „BÜRGERMEISTERAMT FREISTEIN“. Listinou císaře Maximiliana II. stanovený městský znak zobrazuje na červeném nebo rubínovém podkladě na stříbrné skále stříbrný hrad s dvěma věžemi a cimbuřím s modrými či černými střechami.

#### Duchovní správa
Fary soudního okresu Vranov náležely k brněnskému biskupství, k znojemskému arcikněžství a k děkanství vranovskému. K farnosti Stálky bylo přifařeno nejen městečko Frejštejn s kaplí, ale také škola ve Frejštejně a dvůr Grössing / Křeslík. V roce 1286 se ve Stálkách připomíná farář Herbeich a v roce 1391 tamní farní kostel P. Marie. Hradní kaple sv. Kateřiny, jež je s beneficiem připomínána na Frejštejně roku 1347, 1390 a později za Lipolta z Krajku v roce 1501, sloužila pravděpodobně jako filiální kostel farnosti.
Novou kapli zasvěcenou sv. Janu a Pavlu nechal v roce 1721 ve Frejštejně vystavět majitel uherčického panství (Heisslerové z Heitersheimu). Dne 7. června 1780 udělil papež Pius VI. kapli mešní licenci. Po velkém požáru v roce 1832, kdy až na mlýn a čtyři stavení lehlo městečko popelem, byla kaple nákladem majitele panství a obce obnovena. V roce 1884 obdržela novou věž, v roce 1883 a 1884 dva zvony a do roku 1893 se v ní nacházely varhany. Duchovní službu stěžovalo zejména zimní počasí, takže se nově jmenovaný kooperátor ze Stálek Josef Sochor (r. 1880) rozhodl založit v roce 1888 sbírku ke zřízení vlastní frejštejnské farnosti. Matriky byly vedeny na faře ve Stálkách od roku 1822.

#### Škola
V nejstarších dobách se vyučovalo v městečku v najatých místnostech po selských staveních a před rokem 1849 docházely děti do školy ve Stálkách (Stallek, Křtálek). V roce 1861 je připomínána rozestavěná školní budova. V roce 1871 vyhlásila okresní školní rada ve Znojmě a školní komise ve Frejštejně konkurz na místo učitele do jednotřídní školy s německým vyučovacím jazykem. Budova nebyla příliš prostorná a ležela v záplavovém území. Učitelé se často střídali. Školní kronika byla založena v roce 1890 a školní knihovna čítala na přelomu 19. století kolem 220 svazků. Ve školním roce 1905/1906 bylo na škole započato s vyučováním ručních prací. V roce 1910 vyučoval na německé jednotřídní obecné škole Karl Matzenauer. Místní školní rada sestávala z předsedy Sigmunda Jakoba, místopředsedy Waltra Josefa a členů Sýkory Jakuba a Waltra Aloise.
V době meziválečného Československa zažádala obec o státní finanční podporu k výstavbě nové školy. Vzhledem k tomu, že stát po kladném rozhodnutí s vyplacením státních subvencí otálel, rozhodl se Deutscher Kulturverband / Německý kulturní svaz podpořit výstavbu nové školy ze svých prostředků. O dokončení rozestavěné školní budovy rozhodl v roce 1939 Landrat ve Znojmě, v polovině roku 1940 přikročil obecní úřad k dostavbě hrubé stavby a nové školní budovy se městečko dočkalo 15. prosince 1940, kdy byla škola slavnostně otevřena. Měšťanku s německým vyučovacím jazykem navštěvovali chlapci a později i dívky ve Vranově. Škola (ZDŠ) s 1.–5. postupným ročníkem byla nakonec k 1. 9. 1968 zrušena a obec přiškolena do Stálek.

#### Pošta
V roce 1855 zřízený vranovský poštovního obvod zahrnoval obce: Vranov (Braitava, Horní Hamry, Luitgardin dvůr, mlýny „Mittermühle“, „Pointermühle“, Švýcarské údolí - myslivna, statek „Wolfshof“), Vracovice, Horní Břečkov, Milíčovice (hostinec „Hirschenwirthshaus“ a myslivna), Lančov, Liliendorf, Lukov (Nová ves, Nový Hrádek, mlýn „Umlaufmühle“), Onšov, Podmyče, Šumvald-Vranov a Čížov. Z vranovského obvodu se postupně vydělily samostatné poštovní obvody Vranov (poštovní a telegrafní úřad) se sběrnou v Lančově (1906), Liliendorf / nyní Lesná (poštovní úřad), Šumvald / nyní Šumná (železniční poštovní a telegrafní úřad) a Šafov (poštovní a telegrafní úřad).
Poštovní expediční úřad (Postexpedition) v Šafově, zřízený pro dopisní poštu a malé poštovní zásilky od 1. června 1862, obsluhoval: Šafov (Schaffa), Stálky (Stallek), dvůr Křeslík (Größinghof), Jazovice (Jasowitz), Starý Petřín (Alt-Petrein, Größingmühle, Perngmühle), Nový Petřín (Neu-Petrein, Frauenhof) a dolnorakouské obce Riegersburg, Felling a Neustift. Od 1. února 1884 zavedlo c. k. ředitelství pošt a telegrafů mezi pošt. úřadem v Šafově a dolnorakouským poštovním úřadem v Retzu denní povozní poštu, která přepravovala mimo listovní a balíkové pošty také cestující. Otevřením nového poštovního kurzu do Retzu byla povozní pošta z Gerasu do Šafova nahrazena poštovní pochůzkou. Od 1. srpna 1887 zahájilo c. k. ředitelství pošt a telegrafů v poštovním obvodu Šafova pochůzku venkovského poštovního doručovatele, který obsluhoval poštovní schránky v obcích Starý Petřín, Jazovice, Nový Petřín, Frejštejn a Stálky.

#### Zdravotní obvod
Sídla zdravotních obvodů se nacházela ve Vranově, Bítově, Šafově (obec křesťanská a obec židovská) a Šumvaldu. Šafovský obvod zahrnoval obce Šafov, Starý a Nový Petřín, Jazovice, Frejštejn a Stálky. Obvodní lékař vedl i domácí lékárnu. Další se nacházela ve Vranově.
„Místo pro obvodního lékaře sanitárního okresu Šafov, okres Znojmo (Morava) v Šafově je od 1. prosince 1904 k obsazení. Lékařský okres zahrnuje 7 obcí s 2 456 německy hovořícími obyvateli. Nutné vedení domácí lékárny. Plat 600 K. Paušální jízdné 200 K. Žádost s dokumenty o věku, rakouském občanství, odborné kvalifikaci, předchozích zaměstnáních, osvědčením o morální a tělesné způsobilosti s korunovým kolkem je třeba předložit do 31. října 1904 předsedovi delegovaného výboru Josefu Halmschlagerovi v Šafově.“
Wiener klinische Rundschau 1904
Po přijetí zdravotního zákona (§ 11 Sanitätsgesetz L. G.) z 27. prosince 1909 činil plat lékaře 1 400 K, paušální jízdné 212 K a žádosti vyřizoval zdravotní výbor v Šafově. Obvod měřil 4 814 km² a lékař disponoval bezplatně obecním bytem.

#### Doprava

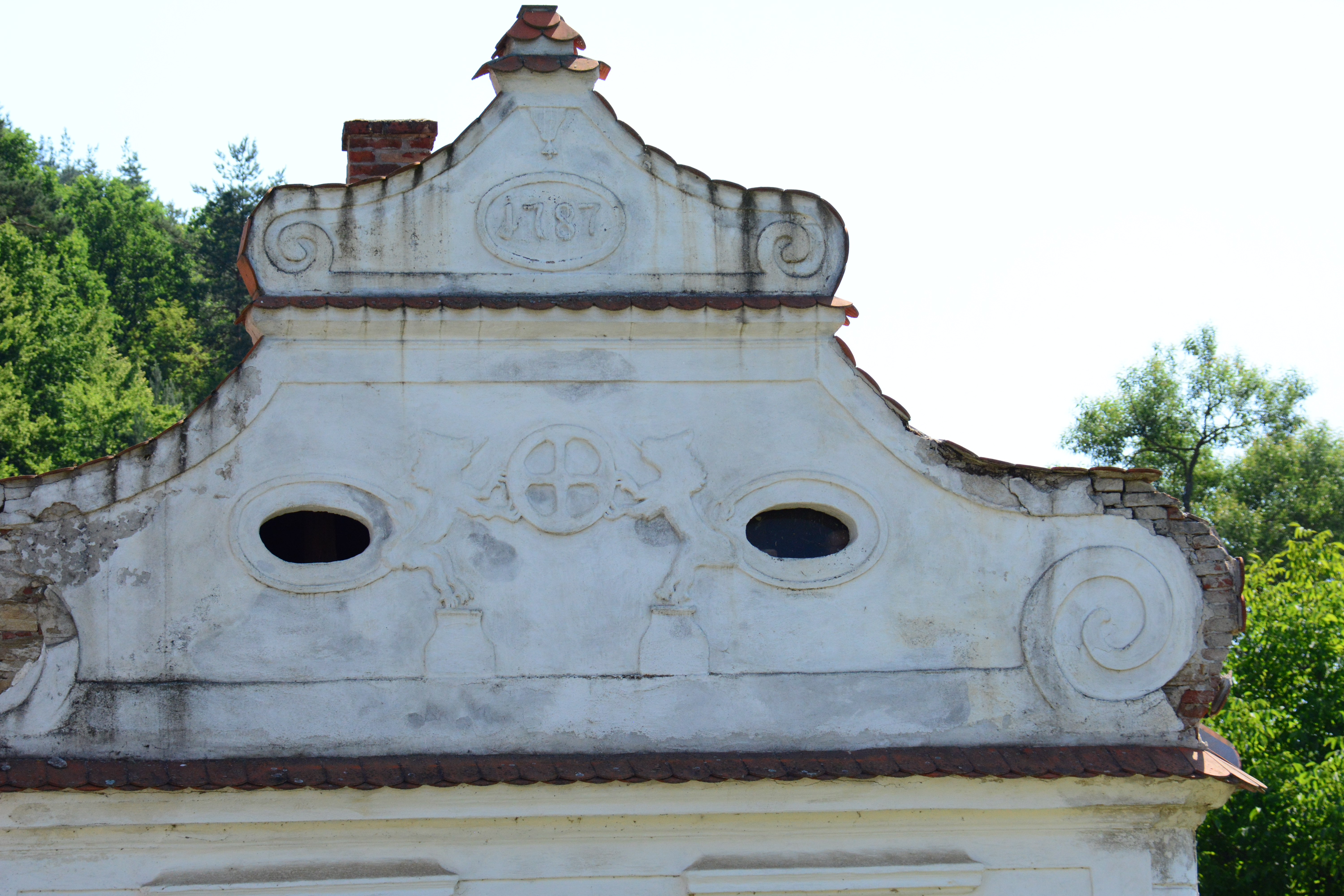
Barokní štít budovy Horního mlýna čp. 79, štít zdoben kartuší s datací 1787 a reliéfem s dvojicí mytických zvířecích postav

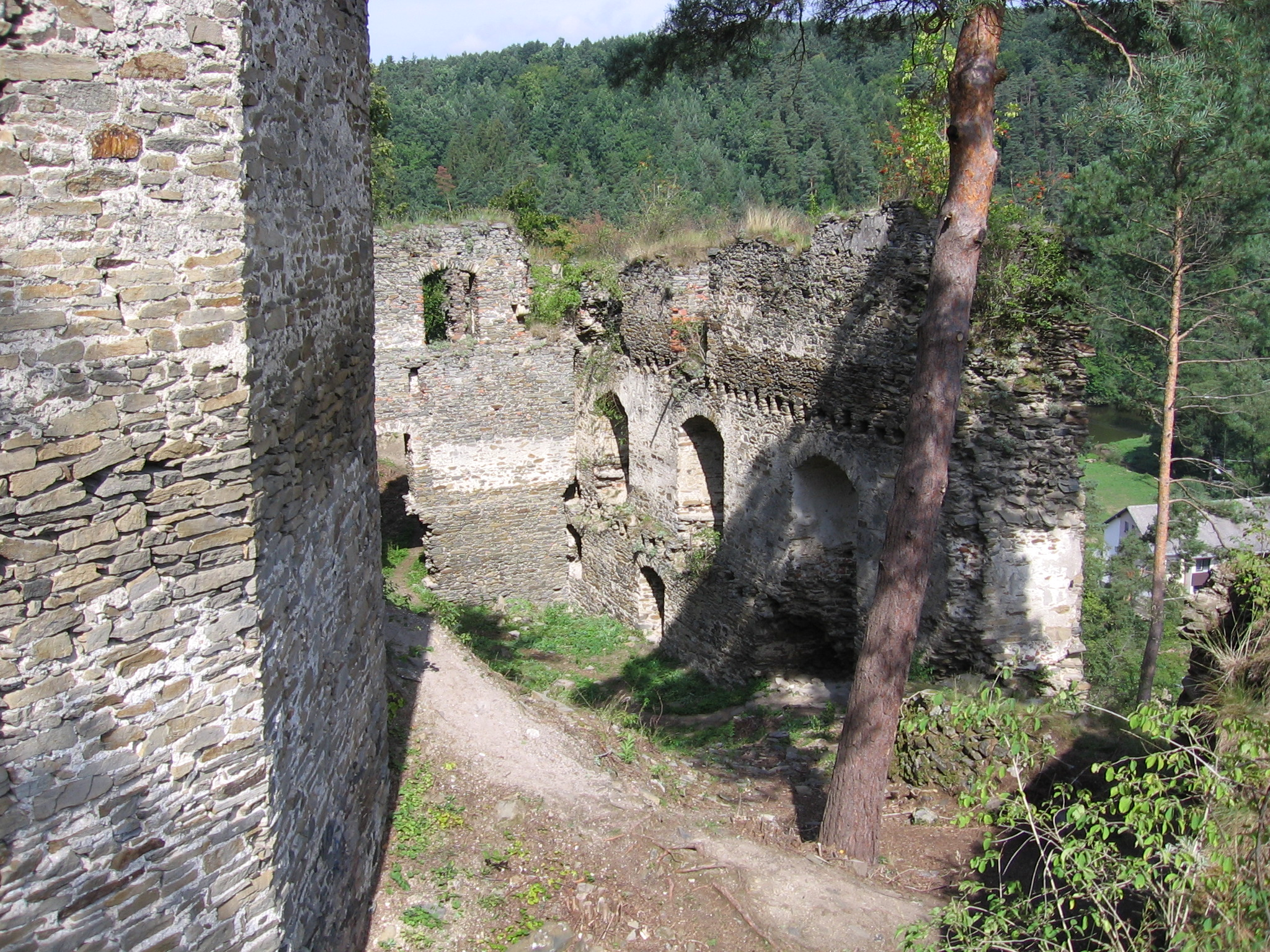
Hrad Frejštejn

Rozvoj turistického ruchu ve Frejštejně byl podmíněn dopravní dostupností. V roce 1871 byla dokončena „Dráha císaře Františka Josefa“ se zastávkou Hötzelsdorf-Geras, ve stejném roce úsek Rakouské severozápadní dráhy Jihlava-Znojmo se zastávkou v Šumvaldu a v roce 1910 dokončena lokální dráha Retz-Drosendorf. V letech 1884–1894 vybudoval vranovský okresní silniční výbor nové okresní silnice: 1. Milíčovice-Horní Břečkov-Čížov-Hardegg, 2. spojnici Frejštejn-Libuňský most (k silnici na Stálky), 3. Vranov-Lančov-Jazovice-Starý Petřín-Šafov, 4. silnice z Nového a Starého Petřína k Šafovu, 5. Stálky-Heinrichsreith, 6. Horní Břečkov-Lukov-Bezkov, 7. Štítary-Blížkovice. Dále dva mosty přes Dyji ve Vranově a společně s dolnorakouskou stranou most přes Dyji v Hardeggu a samozřejmě provedl pro bezpečnou silniční dopravu nezbytné přeložení silnice přes strmý vranovský kopec a vystavěl tzv. „vranovské serpentiny“. V roce 1911 upravoval silniční výbor sjízdnost přes zámecký a podmyčský kopec a v roce 1912 dokončil poslední úsek okresní silnice 2. třídy Frejštejn-Starý Petřín, za který jmenoval obecní úřad předsedu okresního silničního výboru Karla Pabsta z Lančova čestným občanem Frejštejna. Po válce v prosinci roku 1918 se výbor ještě rozhodl pro opravu úseku silnice mezi Stálkami a Libuňským mostem. Autobusovou dopravu zajišťovaly poštovní autobusy na tratích Šumvald - Vranov, Vranov - Frejštejn.

#### Spolky
- 1899 Freiwillige Feuerwehr Freistein, 8. okres Znojmo a Moravský Krumlov, Svaz moravsko – slezských německých dobrovolných hasičů (Verband der mährisch-schlesischen freiwilligen Feuerwehren), od roku 1900 23. okres Vranov, od roku 1921 pod ústředním Německým svazem dobrovolných hasičů a záchranářů v Československu (Deutsche Verband für Feuerwehr- und Rettungswesen in der Tschechoslowakischen Republik), župa jižní Morava.[37][38]

- 1902 místní skupina Svazu Němců jižní Moravy (Bund der Deutschen Südmährens),[39] od roku 1935 Bund der Deutschen (Svaz Němců), Gau Südmähren (župa jižní Morava), Bundesbezirk Frain (okres Vranov), v roce 1935 20 členů.[40]

- 1912 Spořitelní a záložní spolek ve Frejštejně (Spar- und Darlehenskassenverein in Freistein) pod Centrálním svazem německých moravsko-slezských Raiffeisen spořitelen (Centralverband der deutschen Raisfeisen-Cassen Mährens und Schlesiens).[41][42]

#### Řemesla a živnosti (1910)
- Hostince: Matza Marie (od r. 1911 podruhé provdaná Köck) - Müller Robert - Walter Josef
- Mlynáři (i pily): Bauer Edmund (Kateřina) - Bauer Josef - Brázda František - Robert Müller
- Kolář: Fuchs Martin
- Kovář: Sigmund Jakob
- Krupař: Vyhlídal František
- Obchod: s dobytkem: Dohnal Josef, se dřevem: Brázda František, smíšené zboží: Brichtová Apolonie - Matzinger Theresia, s vápnem: Beer Franz
- Obuvník: Setzer Vinzenz
- Pekař: Matzinger Cyrill (i prodej mouky)
- Prodej tabáku: Peterliková Tereza
- Řezník: Kunrath Mathias
- Soustružníci (dýmky): Heger Jan - Hüttel Franz - Hüttel Laurentius - Jellinek Franz - Karlberger Vinzenz ml. - Neschyba Jan - Schindelek Jan - Schmied Karl - Stiawa Ferdinand - Walla Josef - Walter Jan - Winter Anton[13]

Frejštejn proslul domácí výrobou troubelí k dýmkám a jejich součástí z višňového dřeva. Za tímto účelem místní soustružníci pěstovali v zahradách višňové keře a stromky. Od konce 19. století se místní obyvatelstvo v letní sezoně čím dál více orientovalo na pronájem letních bytů a turismus. Dále se obyvatelstvo zabývalo zahradnictvím a lesním školkařstvím. V roce 1939 je zmíněna kožešinová farma (Edelpelztierfarm) „MORAVIA“.

##### Horní mlýn
Na Horním mlýně čp. 27 hospodařil od 80. let 18. století až do roku 1809 syn korolupského mlynáře Johan Georg Beer (* 11. 01. 1751 Korolupský mlýn - † 13. 03. 1809 Frejštejn, Horní mlýn čp. 27), nejprve s chotí Annou Marií († 08. 07. 1790 Frejštejn čp. 27 ), dcerou mistra mlynářského Jagenteufela z Jagenteufelmühle (na Želetavce ve Vysočanech) a po její smrti s druhou chotí Elisabeth, rozenou Matzinger, dcerou hostinského Johana Matzingera z Frejštejna čp. 34. Po Johanovi Georgovi Beerovi převzal mlýn jeho syn Anton (* 21. 02. 1780 Frejštejn čp. 27) z prvního manželství. Mlýn tehdy sestával ze tří mlýnských chodů, jedné pily a jednoho lisu na olej, bytových a hospodářských prostor a k němu náležejících polí a luk. V roce 1814 vyhlásil hlavní hospodářský úřad panství Uherčice na mlýn čp. 27 (tzv. Obermühle) veřejnou dražbu.
V pol. 19. stol. držel mlýn Alois a Eleonora Plach. Alois byl synem mlynářského mistra Michala Placha ze Slavonic. Ovdovělá Eleonora se v roce 1869 provdala za mlynáře Alexandra Beera, syna korolupského mistra mlynářského Josefa Beera. Eleonora (nyní provdaná Beer) v roce 1873 zemřela. Dalším majitelem mlýna byl mlynář Karl Hanauska z dolnorakouské obce Kirchstetten (Neudorf bei Staatz), který se na mlýně v roce 1877 oženil s Julianou Kornherr, dcerou pekařského mistra Martina Kornherra z dolnorakouského Mailberka a majitele větrného mlýna. V roce 1878 byla Karlu Hanouskovi pro nesplacený dluh uvalena na mlýn veřejná dražba. Mlýn pravděpodobně vydražil Moritz Beer, ale v roce 1881 zemřel a okresní soud ve Vranově vyhlásil na mlýn čp. 27 opět veřejnou dražbu. Ve stejném roce nabídla majitelka Johanna Beer mlýn k prodeji (inzerován ještě v roce 1885). 
Horní mlýn s pilou čp. 27 koupila mlynářská rodina Brázdů původem z Krasonic. Na mlýně hospodařil nejprve mlynář Josef Brázda s chotí Josefou a po něm syn Franz Brázda („Nr. 27 Mahl- und Sägewerk des Franz Brazda”). V roce 1902 postihl mlýn velký požár, při němž shořela celá pila a stodola s úrodou. Škoda činila 10 900 korun. Mlynář Brázda přikoupil od rodiny Wagner ke starému mlýnu čp. 27 usedlost čp. 41 (tzv. Mahlmühle neu), ale na podzim 1913 uvalil soud ve Vranově na obě usedlosti veřejnou dražbu. Starý mlýn čp. 27 zakoupil mlynář Franz Hofbauer ml. z Loibingmühle (Libuňský mlýn), který zde nabízel letní ubytování. Nový mlýn čp. 41 držel po smrti otce syn Franz Brázda. V roce 1914 nabízel i Franz Brázda na mlýně letní byt s elektrickým osvětlením a vodovodem, v blízkosti lesa, se zahradou a bazénem s umělými vlnami, možnost rybolovu a projížďky na kánoích.

##### Dolní mlýn
Dolní mlýn (Untermühle) čp. 14 po zemřelém Josefu Hofbauerovi, tehdy sestávající ze 4 mlýnských chodů a pily, nabídl hospodářský úřad panství Uherčice od 1. ledna 1818 do 31. prosince 1821 do pachtu a to ve prospěch plnoletých i neplnoletých dědiců. Na mlýně se vystřídal mistr mlynářský Franz Seidel a Vincenc Kluganost. Od 50. let 19. století mlýn provozoval Franz Hofbauer a jeho žena Brigitte († r. 1886). Mlýn pravděpodobně odkoupil Robert Müller (čp. 24), výrobce dřevěné vlny a provozovatel pily. V roce 1910 byl Robert Müller jmenován okresním soudem ve Vranově opatrovníkem Marie Hofbauer z čp. 27, která byla soudem uznána za šílenou. S rozvíjejícím se turismem nabízel na mlýně taktéž letní ubytování („Müllers Sommerfrische”). V roce 1902 byl spoluzakladatelem místní skupiny „Svazu Němců jižní Moravy” (Bund der Deutschen), kdy byl také zvolen jejím předsedou (Gastwirt Robert Müller), v roce 1906 rybářského spolku „Fischereiverein für Znaim und Umgebung”. V roce 1909 byl zvolen starostou obce a v roce 1912 spoluzakládal Raiffeisenův družstevní spořitelní spolek „Spar- und Darlehenskassenverein in Freistein, registrierte Genossenschaft mit unbeschränkter Haftung” a zastával v předsednictvu post náměstka předsedy. V roce 1941 provedl soudní úřad ve Znojmě výmaz firmy „Robert Müller”. V 50. letech 20. století byl mlýn demolován.

##### Libuňský mlýn
Libuňský mlýn čp. 43 (dříve osada obce Uherčice čp. 15) stával u prvního moravského mostu přes Dyji a nesl jméno podle německého pomístního názvu „Loibing“ zachyceném na prvním vojenském mapování. V pol. 18. století držela mlýn mlynářská rodina Hofbauerů, po nich následoval rod Bauerů. V roce 1887 byl majitelem mlynář Eduard Bauer. Firmu „mlýn s pilou“ si nechal v roce 1888 zapsat Edmund Bauer, který ji držel až do smrti v roce 1892. Mlýn s pilou po něm zdědila manželka Katharina Bauer a v roce 1893 firmu převzal syn Josef Bauer. Josef Bauer se oženil s Johanou Högenauer z Vratěnína.[zdroj⁠?!] V roce 1915 rozšířil svoji mlynářskou živnost o pilu (Müllergewerbe und Brettsäge). Ve 30. letech 20. století provozoval na mlýně Emmerich Bauer také mechanickou dílnu.
Mlynářský rod Bauerů byl v příbuzenském vztahu s mlynářskou rodinou Kieslingů z Unterthürnau (Dol. Trnávky). Karl Kiesling zdědil po otci Ferdinandu Kieslingovi mlýn v Unterthürnau a oženil se v roce 1929 s Johanou Bauer, dcerou Josefa Bauera mistra mlynářského z Libuňského mlýna čp. 70 (Loibing-Mühle). Za svědky mu šli Adalbert Bauer řezník z Frejštejna a Anton Kiesling spolumajitel mlýna „Loibing-Mühle” a mistr mlynářský (na Loibingu uváděn už v roce 1926). V roce 1941 byl po smrti Josefa Bauera proveden u soudu ve Znojmě výmaz majitele a hospodářského provozu pily (Betriebszweig: „Brettsäge“, čp. 71) a zapsán nový majitel Libuňského mlýna (Freistein-Loibingmühle) Edmund Bauer.

##### Hostince a ubytování
Hostinec na čp. 11 provozoval Johann Matza, který se v roce 1893 přiženil do rodiny Josefa Harrera hostinského z čp. 5. V roce 1909 ve svých 51 letech zemřel. Ovdovělá Marie Matza (rozená Harrer) se v roce 1911 podruhé provdala za přistěhovalého hostinského Adolfa Köcka z obce Unternalb.
Hostinský Josef Walter provozoval se svou chotí Theklou (rozenou Bohatý) hostinec na čp. 15 (před ním hostinský Hüttel Wilhelm). V roce 1880 přistavěl novou kuželkárnu. V roce 1883 se podruhé oženil s Marií Matzinger. V roce 1900 nabídl hostinec, sestávající z dvou hostinských místností, komory, kuchyně, ledárny se sklepem, kuželníku a zahrady do pachtu.
Až do roku 1926 se ve Frejštejně nacházely pouze dva koncesované ubytovací hostince (Robert Müller a Richard Walter). Ferdinand Walter si v roce 1926 zažádal o hostinskou koncesi pro vybudování ubytovacího zařízení s 11 pokoji, ta mu ale nebyla československými úřady povolena s odůvodněním, že dva ubytovací hostince jsou pro Frejštejn dostačující. V roce 1933 získala Národní Jednota pro zakoupený statek se 4 ha půdy a 3 ha stavební plochy koncesi pro ubytovací zařízení a zřídila v něm hostinec s turistickou ubytovnou. Ferdinand Walter v roce 1934 inzeroval:
Letovisko Frejštejn nad Dyjí (jižní Morava) v překrásném lesnatém prostředí, možnost koupání a rybolovu, denně autobusová doprava Znojmo-Frejštejn, apartmán, 4 jídla na osobu denně za 22 Korun. Pro soukromé letní byty poskytuje informace Hotelrestaurant Ferdinand Wallter, Freistein, Post Schaffa.
(Wiener) Sporttagblatt, 4. červen 1934

V letech 1938–1939 inzeroval Richard Walter, syn Johana Waltera (čp. 79), na čp. 24 „Hotel zur alten Mühle”.

#### Četnické stanice
Na podkladě nového zákona o četnictvu č. 19/1876 ř. z. spadaly pod hejtmanství ve Znojmě četnické stanice: Znojmo, Šatov, Prosiměřice, Jevišovice, Moravské Budějovice, Jaroměřice, Lesonice, Vranov, Bítov, Jaroslavice a Hrušovany. V nové čs. republice zřídilo Zemské četnické velitelství pro Moravu v Brně další četnické stanice v obcích: Starý Šaldorf, Kravsko, Vranovská Ves, Hodonice, Želetice, Plaveč, Chvalovice, Podmolí, Strachotice, Lechovice, Liliendorf, Frejštejn, Šafov, Jaroslavice, České Křídlovice, Hevlín a Fryšava, které nadále spadaly pod Okresní četnické velitelství ve Znojmě (velitel škpt. Kopečný Karel, velitel Okr. četn. vel. Znojmo vrch. strážm. Zezula Adolf).

### Německé Rakousko – Německá jižní Morava
Znojemské městské zastupitelstvo se na podpoře poslance Oskara Teufla a nově proklamovaném samostatném státě „Deutsch-Österreich“ (Německé Rakousko) jednomyslně dohodlo na mimořádné schůzi 20. října 1918. Den po té byl ve Vídni v dolnorakouském zemském sněmu vznik státu „Deutsch-Österreich“ také vyhlášen a o týden později v neděli 27. října v deset hodin dopoledne se konala další mimořádná schůze, na které se městské zastupitelstvo se svým okresem k novému státu přihlásilo. V úterý 31. října 1918 se sešli ve Vranově na radnici pod vedením starosty Karla Fuchse zástupci všech německých obcí soudního okresu Vranov (Starý Petřín, Chvalatice, Vracovice, Vranov, Frejštejn, Jazovice, Lančov, Liliendorf, Lukov, Milíčovice, Nový Petřín, Horní Břečkov, Podmyče, Šafov křesť., Šafov žid., Štítary, Onšov, Stálky, Čížov) za účelem sestavení okresního výboru. Zastupováním německých občanů bylo pověřeno celé dosavadní zastupitelstvo a další tři nově zvolení přísedící, kteří se dohodli nejen na přihlášení německých obcí k novému státu, ale také na odvodech potravin a aprovizační službě a na krocích k zajištění ochrany obyvatelstva. V neděli 3. listopadu 1918 se shromáždili říšští a zemští poslanci německé jižní Moravy ke krajskému shromáždění ve Znojmě a dohodli se na vytvoření provincie Německá jižní Morava (německy Deutschsüdmähren).
Celý soudní obvod Německé jižní Moravy s krajským soudem ve Znojmě spadal pod Nejvyšší soud ve Vídni. Po jmenování nového předsedy krajského soudu Ferdinanda Proksche, soudního rady Nejvyššího zemského soudu, byl krajský soudní obvod Deutschsüdmähren 26. listopadu 1918 rozdělen na osm soudních okresů: 1. Hustopeče, 2. Vranov, 3. Jaroslavice, 4. Břeclav, 5. Mikulov, 6. Pohořelice, 7. Slavonice, 8. Znojmo. Obce Vratěnín, Uherčice, Lubnice a Korolupy připadly pod soudní okres Vranov, z kterého byly vyděleny české obce Bítov, Vysočany, Oslnovice a Zblovice. Krajským velitelem četnictva (Gendarmerie Deutsch-Südmähren) byl 10. listopadu jmenován četnický rytmistr Petrowitsch, který podléhal zemskému velitelství ve Vídni. Německé obce ležící na východ od soudního okresu Slavonice (Frejštejn) a obce soudního okresu Moravský Krumlov, které ležely na západ od žel. dráhy, připadly pod okresní hejtmanství ve Znojmě. Pro větší bezpečnost obyvatelstva zřídilo krajské velitelství další nové četnické stanice v obcích Strachotice, Dešná, Lechovice, Štítary. V obci Milfron byla zřízena četnická expozitura a každá četnická stanice byla navíc posílena asistenčním oddílem. Další četnické expozitury pak vznikly v obcích Hrádek, Fryšava, Hevlín a Lukov. Od 14. listopadu 1918 spadaly poštovní a telegrafní úřady v těchto obcích Německé jižní Moravy (také z okresu Nová Bystřice a jazykového ostrova Jihlavy) pod ředitelství pošt a telegrafů ve Vídni.
K obsazení jižní Moravy bylo využito několika českých vojenských jednotek, které byly v této době dostatečně připraveny, a to pěšího pluku 81 v Jihlavě, pěšího pluku 85 v Jindřichově Hradci, pěšího pluku 8 a střeleckého pluku 14 v Brně, dragounského pluku 6 v Brně, praporu Národní stráže v Židlochovicích, strážního oddílu v Břeclavi a Slovácké brigády dislokované na Hodonínsku (koncem listopadu 1918 měla 4 prapory, 3 v prostoru Břeclav – Hustopeče a 1 v Uherském Brodu). Celkově čítaly tyto síly 30 setnin pěchoty, 2 eskadrony jezdectva, 1,5 baterie dělostřelectva, k tomu ještě nutno připočíst asi 200 příslušníků občanské stráže ve Znojmě a Moravských Budějovicích.
Pokus o geografické vymezení německé iredenty v českých zemích na podzim roku 1918 
Okresní soudní městečko Vranov se vzdalo bez odporu 11. prosince a 12. prosince 1918 podepsali zástupci města poručíku jihlavského pluku Miroslavu Gebertovi kapitulaci. Ve stejný den přišly na řadu obce Šumvald se železniční stanicí, Olbramkostel, Štítary, Bítov, Šreflová, Citonice, Lukov, Podmolí, Horní Břečkov, Milíčovice, Šatov, Starý a Nový Petřín, Frejštejn, Křtálek (Stálky) a Podmyče.

### Československo
Vyhláškou ze dne 6. listopadu 1919 nařídilo ministerstvo financí zřízení vedlejšího celního úřadu I. třídy na celní silnici ve Slavonicích vedoucí ze Slavonic do Fratres v Rakousku, vedlejšího celního úřadu II. třídy ve Vratěníně na celní silnici vedoucí z Vratěnína do Drozdova (Drosendorf) v Rakousku a vedlejšího celního úřadu II. třídy v Šafově na celní silnici vedoucí ze Šafova do Langau v Rakousku. Ještě před schválením úmluvy o vedení rakousko-československé hranice vydalo na základě rozhodnutí Zemského finančního úřadu finanční ředitelství v Jihlavě 29. února 1920 pokyny pro usnadnění užšího pohraničního styku do hloubky pěti km od státní hranice pro obyvatele pohraničních obcí. Ve Znojemském politickém okrese byly hraničními obcemi prohlášeny: Frejštýn, Starý a Nový Petřín, Jazovice, Šafov, Lančov, Podmyče, Vranov, Čížov, Horní Břečkov, Lukov, Onšov, Podmolí, Hnanice, Havraníky, Šatov, Hatě, Chvalovice, Dyjákovičky, Ječmeniště, Slup, Jaroslavice, Hrádek u Znojma, Dyjákovice a Hevlín. Úmluva mezi republikou Československou a republikou Rakouskou o vedení rakousko-československé hranice a některých souvislých otázkách vstoupila v platnost 6. října 1922.

#### Pozemková reforma – velkostatek Uherčice

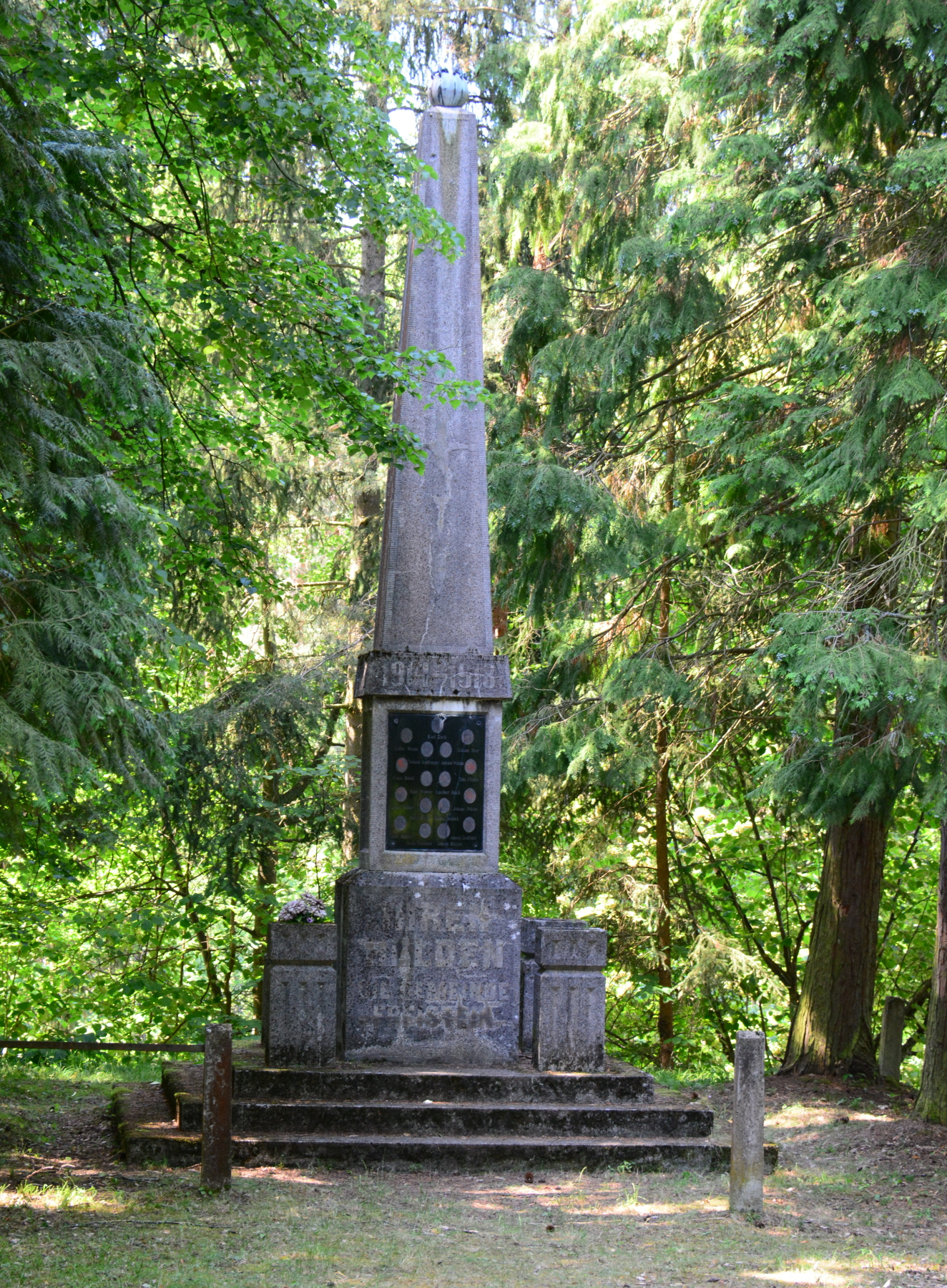
Památník padlým hrdinům v první světové válce

Výměra veškeré půdy velkostatku Uherčice činila před pozemkovou reformou 1 606,39 ha. Státní pozemkový ústav zařadil celý velkostatek do pracovního plánu pro první období prováděné pozemkové reformy a to už v roce 1921. Většinu konfiskované půdy tvořily zbytkové statky: dvůr Korolupy, dvůr „Nový Dvůr“ u Mešovic, dvůr Křeslík u Stálek a dvůr Mitrov u Uherčic. Mezi drobné nabyvatele byla půda rozparcelována jen z velmi malé části. V březnu roku 1923 převzal Státní pozemkový úřad z celkové lesní výměry 93 % lesů. V roce 1930 zůstávalo v záboru u Státního pozemkového úřadu ještě 208,62 ha půdy, propuštěn byl lihovar, vápenka a elektrárna u velkostatku Uherčice, stejně jako zahrady a zámecký park.
Státu propadla pila, cihelna a zřícenina hradu Frejštejna. V roce 1935 zůstalo Manfredovi Collalto s jedním propuštěným dvorem (Mitrov) 433,78 půdy, z toho pouhých 48,29 ha lesa v šesti nesouvislých dílech. Vedením správy státních lesů a statků v Uherčicích byl pověřen v roce 1926 lesní rada Ing. Stanislav Krupica z Jince (Správa státních lesů Hořovice) a dosavadní lesmistr Ludwik Panzner byl přeložen do Střítěže u obce Hnojník (Ředitelství státních lesů a statků Frýdek). Od roku 1926 vedl správě peněžní účetnictví důchod při Správě státních lesů v Jemnici, pracující tehdy ještě pro správu v Českém Rudolci, Lesonicích a Hostimi. Dnem 14. října 1932 převzala agendu zrušené Správy státních lesů v Uherčicích a zrušené Správy státní pily ve Znojmě Správa státních lesů Znojmo.

#### Dohoda o malém pohraničním styku
Dohoda o malém pohraničním styku mezi Československou republikou a Rakouskou republikou z roku 1929 rozšířila pohraniční pásmo po obou stranách hranice do hloubky 15 km (až k Bítovu) a znovu upravila pokyny pro přepravu zboží, dobytka a pro přechod osob z roku 1920. Trvale usedlé obyvatelstvo, které v důsledku svého povolání nebo výkonu zaměstnání muselo překračovat státní hranici, si muselo obstarávat „osvědčení pro překročení hranice“. Osvědčení se vydávalo na šest měsíců osobám spolehlivým a bezúhonným. Každý turista si musel k přechodu hranic (pokud nevlastnil pas) opatřit „průkazku pro výletníky a turisty“. V létě 1934 vydal Zemský úřad v Brně nařízení, kterým přestaly pro jednodenní turistické výlety do rakouského příhraničí platit k přechodu hranice cestovní pasy a nákup turistické průkazky u starostů ve vyhrazených obcích se stal pro výletníky povinným.

#### Vranovská přehrada
Ing. Ferdinand Schmidt (* 18. prosinec 1878 Vranov, † 27. září 1941 Vranov, 1923–1927 starosta Vranova nad Dyjí) obdržel koncesi k plánované elektrické dráze Podyjím v roce 1910 a v roce 1914 získal koncesi pro přepracovaný projekt vodní nádrže na Dyji. Odkoupený projekt byl v roce 1927 představen na zemské jubilejní výstavě ve Znojmě.
Na zemské jubilejní výstavě ve Znojmě je v exposici vodohospodářských projektů Moravy také projekt vranovské přehrady, vlastně čtyř přehrad na Dyji. Podle map a diagramů shlédneme, že na trati 7 km dlouhé Dyje budou vybudovány čtyři přehrady, z nichž největší bude přehrada u Vranova. První stupeň tvoří zde trať Frejštejn—Vranov, kde bude přehradní zeď ve výšce 55 metrů. Druhý stupeň stavby činí trať Vranov—Hardek. Zde bude výška přehradní zdi 28 m. Třetí stupeň stavby bude trať Hrádek—Trouznice. U Podmole bude zřízena podzemní štola v délce 4,7 km. Konečně čtvrtý stupeň stavby tvoří vyrovnávací nádržka u Znojma, kde bude zřízeno zdymadlo. Zde bude výška přehradní zdi 9 m.
Národní osvobození, 21.8.1927
V roce 1929 vyhrálo zakázku na stavbu přehrady na základě Schmidtovy odprodané koncese a stavebních plánů konsorcium firmy Pittel & Brausewetter, firmy Lanna a Českomoravské stavební společnosti. V roce 1933 se započalo s betonáží a v roce 1934 byla přehrada uvedena do zkušebního provozu. V neděli 28. dubna 1935 dosáhla hladina vody maxima. Během dvou let vzrostla ve Frejštejně v letní sezoně návštěvnost českých hostů, kteří se přesunuli z příliš vysoko položeného Nového Bítova a kvůli studené vodě v přehradě do Frejštejna. Tomu napomohla také nová lávka přes Dyji ve Frejštejně (turistická stezka na Korolupy, Vysočany, Cornštejn) a nová autostráda kolem přehrady s autobusovým spojením ČSAD Nový Bítov-Cornštejn-Vysočany-Korolupy-Uherčice-Libuňský mlýn-Frejštejn.

#### Budování lehkého hraničního opevnění
Už od května roku 1935 se počítalo s odkloněním autobusové a automobilové dopravy z původního příhraničního tahu Vranov-Šafov-Frejštýn-Uherčice-Vratěnín-Písečné-Slavonice na nově budované silnici kolem Vranovské přehrady: Znojmo-Nový Bítov-Cornštejn-Vysočany-Korolupy-Lubnice-Dešná-Písečné-Slavonice, Znojmo-Nový Bítov-Cornštejn-Vysočany-Uherčice-Libuňský mlýn-Frejštejn a Znojmo-Štítary-Nový Bítov-Jemnice. V roce 1936 započalo Zemské vojenské velitelství Brno na jižní Moravě se stavbou 178 pevnůstek lehkého opevnění vzoru 36. V průběhu dubna roku 1937 pokračovaly stavební práce na nové obranné linii z lehkých objektů vzoru 37 (řopíky). V polích mezi Uherčicemi a Mitrovem vznikl druhý sled, který běžel od Mitrova podél Dyje až za Frejštejn k vranovskému úseku. Od částečné květnové mobilizace až do 30. září 1938 si vojáci budovali kolem betonových pevností také polní opevnění, které sestávalo z obranných hliněných valů podél zákopů spojujících jednotlivé bunkry. Mezi jednotlivými sledy se nacházely napnuté sítě z ostnatého drátu ukotvené železnými háky do betonových bloků, železní ježci a množství tankových pastí (hluboké jámy překryté kůly a jílem). Po vytěženém dřevu zůstaly v lesích stráně plné pařezů a všechny rybníky v hraničním pásu byly vylovené.

### Třetí říše – Říšská župa Dolní Podunají
Po odstoupení pohraničního území na podzim roku 1938 spadalo městečko Frejštejn pod Říšskou župu Dolního Podunají / Reichsgau Niederdonau a Zemský okres Znojmo / Landkreis Znaim, soudní okres Vranov / Amtsgericht Frain. Katastr obce měřil 6,13 km². Ve 103 domácnostech žilo v roce 1942 352 obyvatel, z toho 177 mužů. Poštovní (Postamt) a matriční úřad (Standesamt) se nacházely v Šafově. Okresní vedení / Kreisleitung NSDAP (č. 25) sídlilo ve Znojmě (Deutsches Haus) a řídilo 32 místních skupin: Erdberg / Hrádek, Frain a. d. Thaya / Vranov nad Dyjí, Frischau / Břežany, Groß-Tajax / Dyjákovice, Grusbach / Hrušovany nad Jevišovkou, Höflein a. d. Thaya / Hevlín, Hosterlitz / Hostěradice, Irritz / Jiřice u Miroslavi, Joslowitz / Jaroslavice, Kirschfeld / Hodonice a Tasovice, Lechwitz / Lechovice, Luggau / Lukov, Mährisch-Kromau / Moravský Krumlov, Mißlitz / Miroslav, Neuweidenbach / Božice a Křídlůvky, Oberfröschau / Horní Břečkov, Petrein / Starý Petřín, Nový Petřín a Jazovice, Proßmeritz / Prosiměřice, Rausenbruck / Strachotice, Schattau / Šatov, Schatzberg / Chvalovice, Schiltern / Štítary, Schöngrafenau / Šanov a Hrabětice, Urbau / Vrbovec, Waldberg / Konice (Znojmo) a Popice (Znojmo), Wolframitz / Olbramovice, Znaim-Bahnhof / Znojmo-nádraží, Znaim-Mannsberg / Znojmo-Mansberk, Znaim-Mitte / Znojmo-střed, Znaim-Neustift / Znojmo-Novosady, Znaim-Thayaboden / Znojmo-Podyjí, Zulb / Slup. Frejštejn spadal pod místní skupinu v Petříně / Ortsgruppe NSDAP Petrein. Frejštejn sloužil díky svému ubytovacímu a turistickému zázemí zpočátku jako školící středisko HJ a BDM a chlapecký KLV-tábor. Později zde byly ubytovány matky s dětmi z Vídně a evakuovaní etničtí Němci ze Sedmihradska.

### Československá socialistická republika

#### Třetí Československá republika (1945-únor 1948)
Dne 14. května 1945 započalo okresní četnické velitelství ve Znojmě vysílat do pohraničí sdružené oddíly reaktivovaného četnictva a národní stráže, které obsazovaly předválečné četnické stanice. Četnická stanice ve Frejštejně měla být osazena (tak jako ostatní) dvěma četníky a 15 muži národní stráže, v případě potřeby do čela obce dosazen vládní komisař. Od 21. května 1945 obsazovali členové finanční stráže celní budovy.
Revoluční úřad ONV v čele s ředitelem JUDr. Františkem Pořízkem započal na konci května za pomoci vojenských formací policejního ředitelství ve Znojmě s tzv. „čistkou pohraničí“. Ze soudního okresu Vranov bylo jako první vysídleno 23. května německé obyvatelstvo Vranova. Německé obce na jih od přehradní nádrže a koryta řeky Dyje: Podmyče, Starý Petřín, Šafov, Nový Petřín, Lančov, Frejštejn, Jazovice a Stálky přišly na řadu v několika etapách od 3. do 28. června 1945. Během vysídlování byl ve Frejštejně zavražděn majitel uherčické pily Eduard Prager a další tři osoby. V obci zůstalo devět německých obyvatel, kteří byli vysídleni v rámci druhé etapy v roce 1946.
Den 26. červen 1945 byl jedním z těch slunných letních dnů. Asi tak kolem půl desáté dopoledne přijeli do obce (Stálky) uniformovaní muži na dvou nákladních autech s přívěsem, říkali jsme jim tehdy partyzáni. Během půl hodiny mašírovala naše obecní posluhovačka s bubínkem po obci a vybubnovávala, aby se všichni Němci shromáždili ve dvanáct hodin u celnice a že budeme vysídleni. Každý si mohl vzít pouze příruční zavazadlo. Sestra utíkala na pole pro matku, já pro otce. V rychlosti jsme posbírali to nejnutnější, ale jak už jsem říkal, ty lepší a dražší věci jsme už předem zakopali před neustálým rabováním. Partyzáni pak chodili dům od domu a poháněli nás boucháním na dveře a voláním: „Jdeme, jdeme, musíte pryč!“ Naložili jsme těch pár věcí na trakař a vykročili k celnici, kde už stála skoro celá vesnice. Před vchodem do celnice jsme museli vyskládat všechny věci z trakaře na seřazené stoly. Co se Čechům líbilo, dali na stranu, zbytek (hozený na zem) jsme si směli posbírat. Ženy a muži putovali k osobním prohlídkám do budovy celnice, kde nám odebrali peníze, šperky a dokumenty. Když už jsme byli skoro hotovi, přiváděli partyzáni další Němce ze sousedního Frejštejna (Podhradí nad Dyjí). Postavili je do řady a podrobili je tak jako nás proceduře šacování. Celé to mohlo trvat tak do pěti odpoledne, pak zatroubili na trubku, seřadili nás a celou kolonu s trakaři a kárkami vyvedli až k hranici (Stálky- Heinrichsreith). Najednou jsme byli „staatenlos“ (bez občanství).
Citace z dolnorakouského projektu „Kommen und Gehen“, 22. leden 2003 (překlad)
Místní organizace Komunistické strany Československa a Československé strany národně socialistické, které zde byly založeny, se v prosinci 1945 podílely čtyřmi kandidáty na společném složení místní správní komise. Voleb v roce 1946 se zúčastnilo 108 občanů: 64 volilo Komunistickou stranu Československa, 25 Československou stranu národně socialistickou, 14 Československou stranu sociálně demokratickou, 5 Československou stranu lidovou. Místní národní výbor (MNV) s většinou komunistů byl složen z 12 členů a v červnu roku 1946 zde žilo 361 obyvatel (s členy pohraničního útvaru SNB). Obec nebyla před válkou napojena na el. síť ZME a místní elektrárnu, kterou původně vlastnil Richard Walter, převzal v roce 1946 n. p. ZME Brno. Jednotnou kandidátku Národní fronty při volbách 1948 volilo 129 občanů a bez jediného bílého lístku.

#### Železná opona

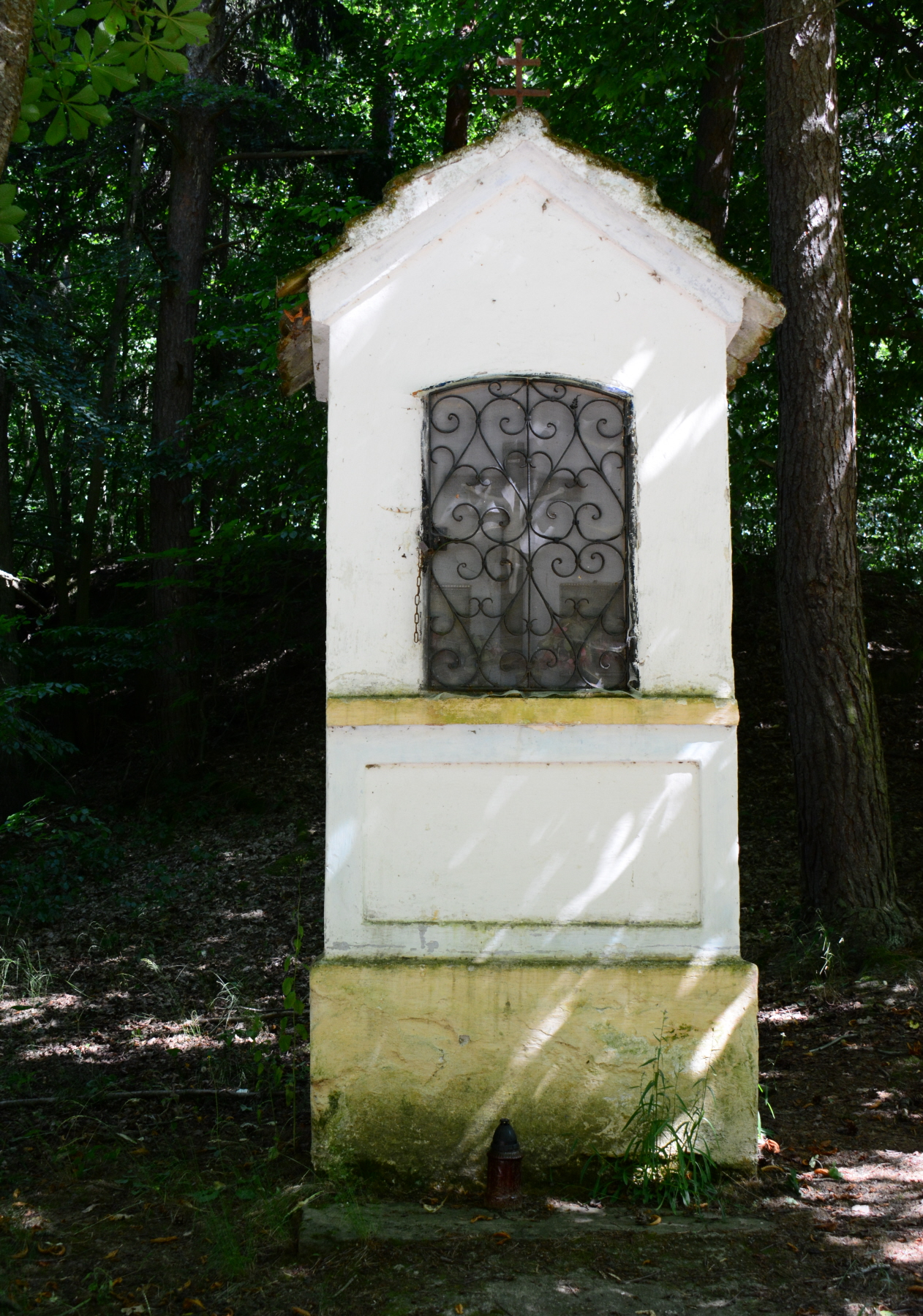
Kaplička u hřbitova

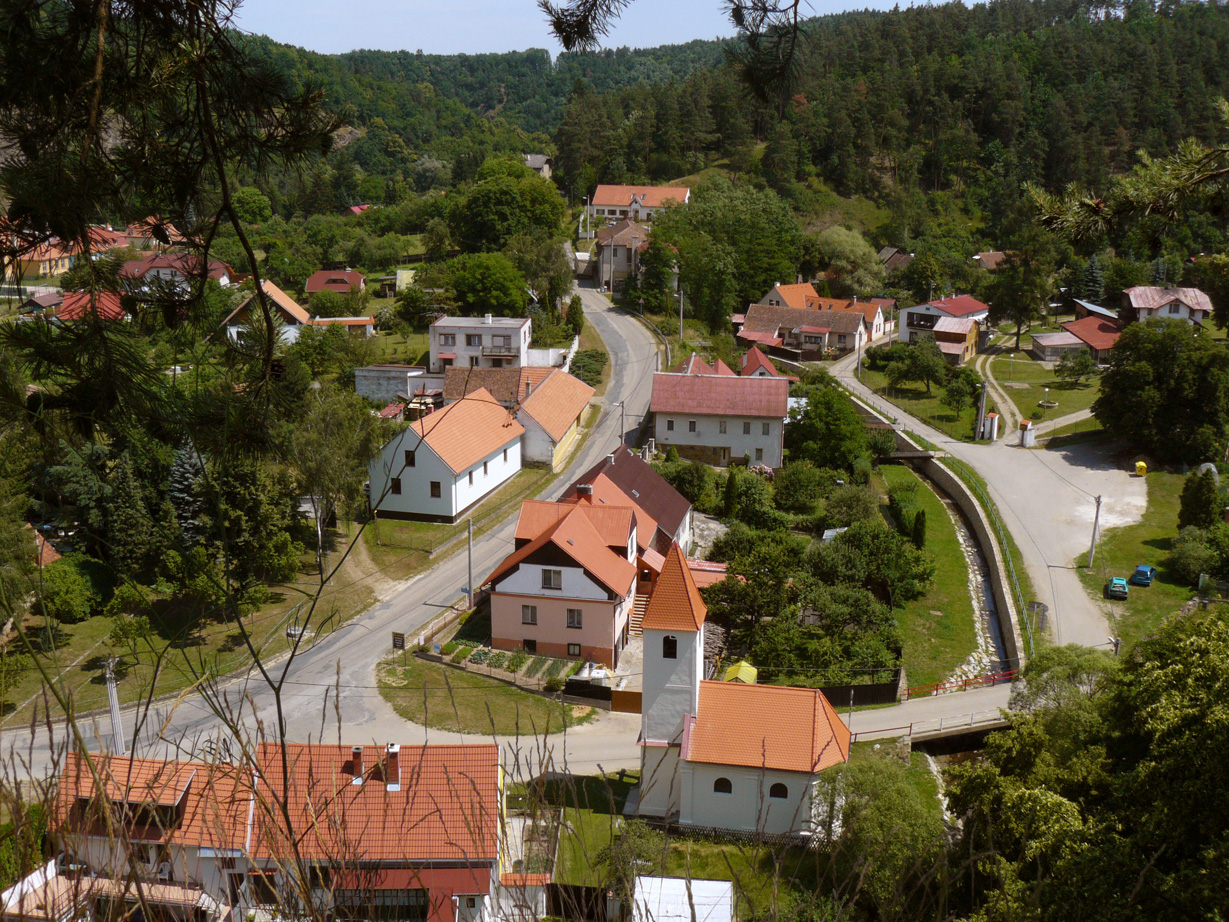
Celkový pohled

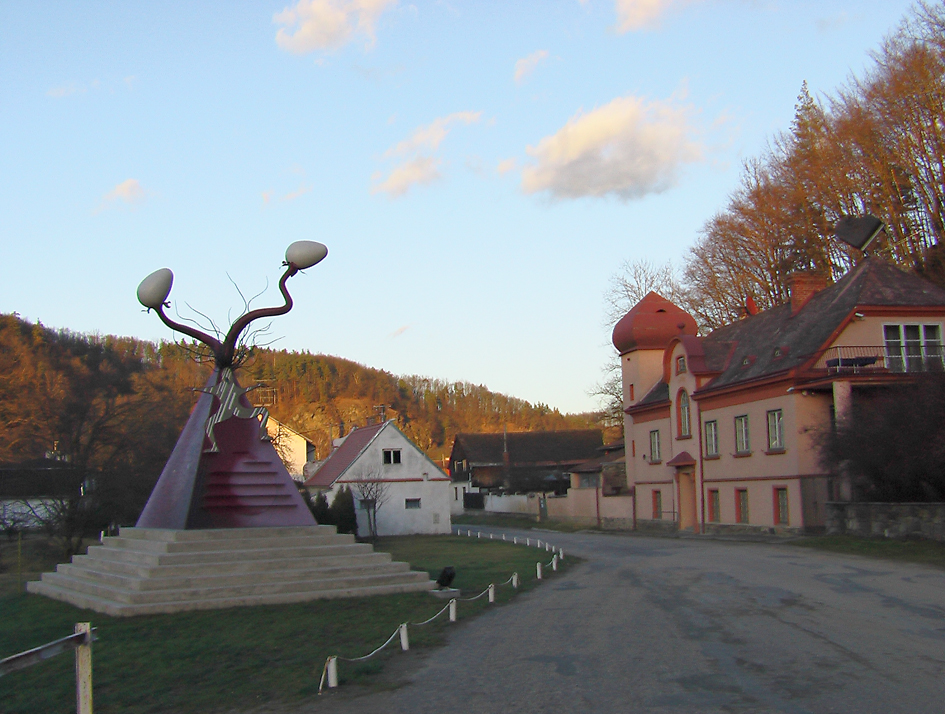
Lubo Kristek: Kosmicky načasovaná parapyramidální potence, vpravo dům Lubo Kristka

Ještě na začátku roku 1948 byla státní hranice s Rakouskem zajištěna Finanční stráží (FS), Pohraničními útvary Sboru národní bezpečnosti (SNB) a vojenskými jednotkami (Jemnice). V pozdějších letech se ostrahy hranice účastnily také osadní oddíly Lidových milicí. Pohraniční útvar SNB sídlil také ve Frejštejně (později Podhradí nad Dyjí) a Finanční stráž ve Stálkách. Po rozpuštění Finanční stráže převzal její činnost v celním pohraničním pásmu v lednu 1949 nově vzniklý prapor Pohraniční stráže Znojmo (PS-útvar 7196), na začátku roku 1950 přejmenovaný na pohraniční oddíl s velitelstvím ve Znojmě (PS-útvar 5688 Znojmo) se 4 prapory (Jemnice, Znojmo, Hrušovany nad Jevišovkou a Břeclav), pod které spadalo 20 pohraničních rot. Pohraniční rota z Podhradí nad Dyjí se přestěhovala v červenci roku 1952 na zámek do Uherčic a rota ze Šafova do Stálek (v Šafově opět osazena v roce 1954).
Signální stěna (SiS) železné opony kopírovala v podstatě už od Vranova nad Dyjí až do Stálek levou stranu silnice II/398 a II/409. Za Vranovem byla silnice nad zámkem označena dopravní značkou zákaz vjezdu s dodatkem „Pouze pro dopravní obsluhu“. Mimo dopravní obsluhy PS měli vjezd povolen na propustku pod dohledem hlídek ze strážních věží pouze místní občané z obcí s SPZ okresu Znojmo. Před Stálkami se SiS odkláněla od silnice a vedla po jižním okraji obce kolem areálu 2. roty 1. praporu 4. brigády Pohraniční stráže Znojmo (Stálky). Silnici do rakouské obce Heinrichsreit přehrazovala zubatá bezpečnostní závora na kolečku a za stálkovským hřištěm stála strážní věž. SiS pak klesala lesem do údolí Dyje k Libuňskému mlýnu / Loibing-Mühle s další strážní věží a lávkou přes řeku, pokračovala po levé straně silnice za kapličkou přes kopec ke statku na Mitrově, dále pak dolů kolem Vratěnínského potoka až k 1. rotě 1. praporu 4. brigády PS ve Vratěníně, v odstupech lemovaná dalšími 4 strážními věžemi. Celý areál Libuňského mlýna ustoupil budování železné opony. Jeho dobové snímky a pohlednice patří mezi sběratelské rarity.

#### Změna názvu obce a Klement Gottwald čestným občanem
Tlak na změnu názvu obce Frejštejn započal již v poválečném období. V roce 1946 navrhla na žádost místních národních výborů místopisná komise při Zemské osvětové radě v Brně ministerstvu vnitra prostřednictvím Zemského národního výboru změny názvů moravských obcí v okrese Znojmo: Gnast na Hnězdno, Fryšava na Břežany, Hevlín na Velké Dvory, Šanov na Mšanovice, Pravice na Břežanské Vlkovice, Čule na Slup, Šafov na Křeslice, Šreflová na Kuliv, Frejštejn na Podhradí, Šumvald na Pravčice, Čajkovice na Čakovičky, Derflice na Nesulovice, Německá Konice na Klášterní Konice, Šatov na Janov, Milfron na Bojiště, Popice na Staré Popice, Starý Šaldorf na Stará Skalice, Nový Šaldorf na Nová Skalice, „Traussnitzmůhle“ (zaniklý) na Čekanovský Mlýn. Ke změně názvu na „Podhradí nad Dyjí“ došlo v roce 1949 vyhláškou ministerstva vnitra č. 3/1950 Sb., o změnách úředních názvů míst. V únoru 1950 zvolila obec Podhradí nad Dyjí prezidenta republiky Klementa Gottwalda čestným občanem. Diplom o udělení čestného občanství předala delegace obce přednostovi kanceláře prezidenta republiky B. Červíčkovi 16. února.

#### Státní statek Lesná
Jednotné zemědělské družstvo Podhradí nad Dyjí bylo založeno v roce 1951, ale už 18. června 1949 se konala ve Frejštejně slavnost uvedení JZD do činnosti, které se účastnili frekventanti internátní okresní politické školy brněnské Zbrojovky z Vranova nad Dyjí. V roce 1960 prodělala organizační výstavba státních statků a JZD významné změny. „Státní statek Lesná“ se vyčlenil z jihozápadních částí „Státního statku Znojmo“ a Státního statků Jaroměřice nad Rokytnou (1949–1963), Vranov nad Dyjí, Uherčice, Vysočany a Zálesí. Sedmdesátá normalizační léta socialistického zemědělství přinesla další proces slučování JZD. V důsledku polohy u železné opony byla v roce 1962 do statku začleněna „Jednotná zemědělská družstva“ Šumná, Vratěnín, Stálky, Lančov, Podhradí nad Dyjí a Podmyče. V roce 1964 převzal statek neprosperující JZD Lubnice, v roce 1965 sloučená JZD Bítov, Chvalatice, Zblovice a v roce 1974 JZD Štítary. V roce 1981 bylo do Státního statku Lesná integrováno i Jednotné zemědělské družstvo „Pokrok“ se sídlem ve Starém Petříně (roku 1973 sloučeny JZD Korolupy a Oslnovice, roku 1974 JZD Starý Petřín a sloučené JZD Korolupy a Oslnovice).

#### Společný MNV Starý Petřín
Na základě usnesení plenárního zasedání ONV Znojmo ze dne 22. 04. 1960 byl zřízen společný MNV pro obce Starý Petřín a Nový Petřín. Sloučením vznikla obec s názvem Starý Petřín (s účinností od voleb v červnu 1960) s částí obec Nový Petřín, od roku 1964 s částí obec Jazovice. Na základě usnesení plenárního zasedání ONV Znojmo ze dne 27. 04. 1976 byly integrovány pod společný MNV Starý Petřín také obce Šafov, Podhradí nad Dyjí, Stálky (s platností ode dne vyhlášení voleb do NV 22. - 23. říjen 1976) s příslušností do matričního obvodu Vranov nad Dyjí.

## Obyvatelstvo
| VÝVOJ POČTU OBYVATELSTVA FREJŠTEJN | VÝVOJ POČTU OBYVATELSTVA FREJŠTEJN | VÝVOJ POČTU OBYVATELSTVA FREJŠTEJN | VÝVOJ POČTU OBYVATELSTVA FREJŠTEJN | VÝVOJ POČTU OBYVATELSTVA FREJŠTEJN | VÝVOJ POČTU OBYVATELSTVA FREJŠTEJN | VÝVOJ POČTU OBYVATELSTVA FREJŠTEJN | VÝVOJ POČTU OBYVATELSTVA FREJŠTEJN | VÝVOJ POČTU OBYVATELSTVA FREJŠTEJN | VÝVOJ POČTU OBYVATELSTVA FREJŠTEJN | VÝVOJ POČTU OBYVATELSTVA FREJŠTEJN |
| Rok                                | 1793                               | 1836                               | 1880                               | 1890                               | 1900                               | 1910                               | 1921                               | 1930                               | 1939                               | 1961                               |
| ---------------------------------- | ---------------------------------- | ---------------------------------- | ---------------------------------- | ---------------------------------- | ---------------------------------- | ---------------------------------- | ---------------------------------- | ---------------------------------- | ---------------------------------- | ---------------------------------- |
| Celkem                             | 260                                | 361                                | 416                                | 439                                | 423                                | 449                                | 392                                | 361                                | 352                                | 199                                |
| Němci                              |                                    |                                    | 415                                | 407                                | 422                                | 444                                | 315                                | 312                                | 322                                | 0                                  |
| Češi                               |                                    |                                    | 1                                  | 32                                 | 1                                  | 0                                  | 43                                 | 29                                 | 29                                 | 199                                |

## Cestovní ruch
Jedná se o turisticky zajímavou lokalitu (rybaření, pěší turistika a cyklistika). V katastru obce se nachází několik rekreačních zařízení, 3 restaurace a obchod, PP Bau, PP Podhradské skály, nedaleko Národní park Podyjí, PP Bílý kříž, jihovýchodně od obce v údolí Křeslického potoka „Pašerácká sluj” (též nazývaná Cikánská nebo U Stálek, evidenční kód JESO: P123 20 2B J00001) a Graselova stezka Vratěnín. Obcí prochází cyklotrasa: po hradech a zámcích Vranov nad Dyjí-Nový Petřín-Šafov-Podhradí n. D.-Uherčice-Korolupy-Svobodův mlýn-Zblovice-Bítov-Lančov-Vranov n. D., navazující na cyklotrasy NP Podyjí podél mezinárodní cyklistické a pěší zelené stezky Greenway Praha-Vídeň.
- Hostinec „Na kopečku“ s obchodem[153]
- Rekreační areál Králinda s restaurací[154]
- Zotavovna Riviéra Krajského ředitelství policie Jihomoravského kraje (KŘP Jmk – FKSP – ÚZ Riviéra, Podhradí nad Dyjí čp. 67)
- Rekreační středisko Luka[155]
- Rekreační středisko Borovina[156][157]
- Rekreační středisko Dřevotvarka[158]
- Rodinný penzion Relaxa (ubytování v 5 objektech v obci)[159][160]

Jako rekreační středisko slouží i budova bývalé školy (čp. 49). Ta byla po jejím zrušení v roce 1968 využívána nejprve jako Dům dětí. V roce 2018 se uskutečnil její odprodej (cena včetně provize realitní kanceláře a právního servisu byla odhadnuta na 5 302 500 Kč). Součástí střediska v roce 2018 byla jednopatrová školní budova o výměře 290 m², zahrada o výměře 5 016 m² a víceúčelové tenisové hřiště o výměře 648 m². Majitelem se podle výpisu katastru nemovitostí stal Ctislav Doseděl z Brna.
Dům je podsklepený, jednopatrový s půdní vestavbou. Ve sklepení se nachází kuchyň, vodárna, kotelna na tuhá paliva, sklad, chladicí box a příruční výtah. Přízemí je zpřístupněno dvěma samostatnými vchody. Nachází se zde jídelna, společenská místnost a sociální zařízení. V prvním patře jsou vybudovány pokoje. Na chodbě je společné sociální zařízení. V podkroví jsou tři pokoje. Objekt je napojený na vlastní zdroj vody. Studna se nachází na pozemku, který se nachází vedle budovy. Kanalizace je řešena do vlastní jímky. Obecní kanalizační přípojka je dotažena na hranici pozemku.
Inzerce, mapio.net, 2018, číslo zakázky 62668

### Rybářské revíry
Pstruhový revír Dyje 14 začíná na státní hranici pod Býčí horou (48.8757694N, 15.8450722E) a končí na hrázi Vranovské přehrady (48.9067389N, 15.8193917E). Rozkládá se v Národním parku Podyjí, kde je hájený úsek se zákazem vstupu a lovu. O ten se stará Moravský rybářský svaz, z.s., pobočný spolek Vranov nad Dyjí. Mimopstruhový revír Dyje 15 začíná od hráze ve Vranově nad Dyjí (48.9067639N, 15.8195972E) a končí na státní hranici nad Podhradím nad Dyjí (48.8870694N, 15.6358611E), dále pak na úseku Želetavky od vtoku do nádrže (48.9389250N, 15.7023194E) až k jezu u Koberova mlýna (48.9618139N, 15.6850583E). Revír obhospodařuje Moravský rybářský svaz, z.s., pobočný spolek Znojmo. Úsek Podhradí nad Dyjí – přehrada od jezu u hotelu Zátiší po proudu řeky vyhovuje jak dravcům (štiky, boleni, candáti, okouni), tak i dalším rybám proudících vod (jelci a parmy). Úsek Dyje u Podhradí nad Dyjí je velmi navštěvován též kvůli úlovkům velkých úhořů, a to zvláště v jarních měsících a počátkem léta. Podhradí nad Dyjí – řeka tvoří zhruba 3 km řeky od silničního mostu u hranic s Rakouskem až k mostu a hornímu splavu v Podhradí nad Dyjí, respektive až ke spodnímu splavu u hotelu Zátiší. Rybařům se nabízí klasická říční obsádka ryb s převahou tlouštů, ale také kapři, líni, cejni a parmy. Hloubka u mostu (horního jezu) v obci je přes 3 metry. Pod jezem mají stanoviště hlavně okouni, boleni a v menší míře i pstruzi. Nižší stav proudící vody pod splavem vyhovuje hlavně muškaření a vláčení.

## Protipovodňová opatření
Povodeň roku 2006 započala 29. 6., kdy se průtoky na moravské Dyji pohybovaly na úrovni Q150, na Dyji v Podhradí na úrovni Q90. Během 24 hodin vzrostl ve vodoměrné stanici v Podhradí průtok z 10,4 m³/s na 551 m³/s. Povodeň způsobená přívalovými dešti zasáhla především obec, kde bylo evakuováno 150 lidí, v obci musel být vypnut elektrický proud a zkolabovala i síť mobilních telefonů.
V rámci povodňového plánu na území obce Podhradí nad Dyjí bylo na vodním toku Křeslický potok (lokalita Šafovská zmola) vybudováno 5 drátokamenných retenčních přehrážek (v km 1,475, 2,314, 2,460, 2,845 a 3,326), které mají snížit riziko záplav v obci. Přehrážky slouží k zachycení splavenin a části plavenin smývaných erozní činností z okolních strmých svahů a mají zabraňovat masivnímu transportu sedimentů do níže položených částí toku. Zřízení přehrážek má také snižovat kumulaci srážkové vody v dané oblasti a tím zvyšovat retenční schopnost území.

## Pamětihodnosti
- Památník hrdinům první světové války je umístěn u hřbitova naproti zřícenině hradu Frejštejn. Pamětní deska nese nápis: 1914 – 1918 s německým textem „IHREN HELDEN DIE GEMEINDE FREISTEIN“ a jména padlých: Karl Zach, Stefan Regen, Johann Beer, Johann Karlbergen, Johann Walter, Franz Hüttel, Otto Pfeifer, Karl Winter, Lambert Bach, Josef Walter, Johann Pelzer, Josef Bastl, Franz Jelinek, Karl Hüttel, Johann Ensfelder, Franz Matzinger, Johann Boigner. Fotografie padllých byly odstraněny po odsunu německého obyvatelstva.[168]
- Hrad Frejštejn, zřícenina
- Kaple svatého Jana a Pavla
- Sousoší Nejsvětější Trojice
- 4. zastavení Kristkovy podyjské glyptotéky – Kosmicky načasovaná parapyramidální potence

## Osobnosti
- Bartholomäus Zach, starosta městečka Frejštejna. V roce 1862 mu císař František Josef I. udělil za zásluhy během rozsáhlých povodní stříbrný záslužný kříž s korunou (silberne Verdienstkreuz mit der Krone).[169]
- Josef Schleinz, rakouský zpěvák, narozen ve Frejštejně, kde také ve věku 91 let 6. října 1936 zemřel. Dlouholetý (69 let) člen vídeňského mužského pěveckého sboru Wiener Schubertbund a penzionovaný ředitel obecné školy.[170]